# Shinya Tomita
Pour les articles homonymes, voir Tomita.
Shinya Tomita (冨田 晋矢, Tomita Shinya) est un footballeur japonais né le 8 mai 1980.